# Albumen

Cet article concerne la botanique. Pour albumen en zoologie, voir Blanc d'œuf.
L'albumen est un organe de réserve de la graine chez les angiospermes (plantes à fleur), constitué essentiellement d'un tissu de réserves nutritives. Lors de la double fécondation, caractéristique des angiospermes, un des anthérozoïdes (gamète mâle) fusionne avec les deux noyaux polaires contenus dans le sac embryonnaire (l'albumen est donc polyploïde), tandis que le deuxième anthérozoïde féconde l'oosphère, le gamète femelle végétal, pour former l'embryon.
Si les réserves (protéiques, lipidiques et glucidiques) sont stockées dans l'albumen qui se développe aux dépens du nucelle et du tégument interne qui dégénèrent, alors il est volumineux et les cotylédons (ébauches foliaires) sont très minces : on dit que la graine est albuminée (cas du ricin). 
Si au contraire les réserves sont digérées au cours de la maturation et que les substances (amidon, aleurone, huile) sont transférées dans les cotylédons (cas du haricot), ou que la graine ne comporte pas du tout de réserves (cas de certaines orchidées), l'albumen devient extrêmement réduit ou même fait défaut  : on dit que la graine est « exalbuminée ».
Chez les gymnospermes, l'origine du tissu correspondant à cette fonction de réserve fait encore débat : ce pourrait être le nucelle ou bien un embryon surnuméraire transformé.
Selon la théorie du conflit parents-progéniture, c'est ce rôle nourricier vital qui a conduit à l'évolution des gènes soumis à empreinte qui s'expriment dans l'albumen des plantes à graine et le placenta des mammifères,.

## Terminologie
Pour les botanistes français, l'endosperme est le tissu nourricier contenu dans les graines des gymnospermes tandis que l'albumen triploïde est le tissu nourricier qui se développe après la double fécondation dans les graines d'Angiospermes. Ils ont donc la même fonction.
L'origine de cette dualité terminologique se situe en 1874, date à laquelle Van Tieghem en France pense qu'il est souhaitable d'utiliser des termes différents pour qualifier des tissus qui ne sont pas homologues. C'est alors qu'il propose les termes d'endosperme et d'albumen avec le sens donné ci-dessus à ces mots. Adoptée d'emblée par tous les botanistes français, cette terminologie ne sera pas retenue par la communauté scientifique étrangère qui, privilégiant l'analogie fonctionnelle, emploie le même terme, endosperm, pour les deux types de tissus de réserve. 
D'ailleurs, dans certains recueils, on peut encore trouver l'utilisation d'endosperme ou "endosperme triploïde" à la place d'albumen. L'anglais endosperm désigne d'ailleurs l'albumen en français, d'où des confusions fréquentes.

## Développement
On distingue quatre phases dans le développement de l'albumen :
- La phase syncytiale ;
- La phase de cellularisation ;
- La phase de différenciation ;
- La mort cellulaire.

## Origine évolutive
Deux hypothèses majeures ont été historiquement proposées concernant les origines de l'albumen. La première hypothèse suggère qu'il est homologue à un embryon surnuméraire stérile ayant acquis une fonction de nutrition,. La seconde hypothèse suggère que l'albumen est homologue d'une partie du gamétophyte, et n'a donc pas eu à acquérir de fonction nutritive,. Ces deux hypothèses principales ont des arguments pertinents et l'origine évolutive de l'albumen n'est toujours pas claire.